# 杜博維馬哈林齊
49°37′55″N 28°57′21″E / 49.63194°N 28.95583°E
杜博維馬哈林齊（羅馬化：Dubovi Makharyntsi），是烏克蘭的村落，位於該國西南部文尼察州，由赫米利尼克區負責管轄，始建於1641年，面積2.08平方公里，海拔高度267米，2001年人口640，人口密度每平方公里307.69人。